# Schloss Parchwitz

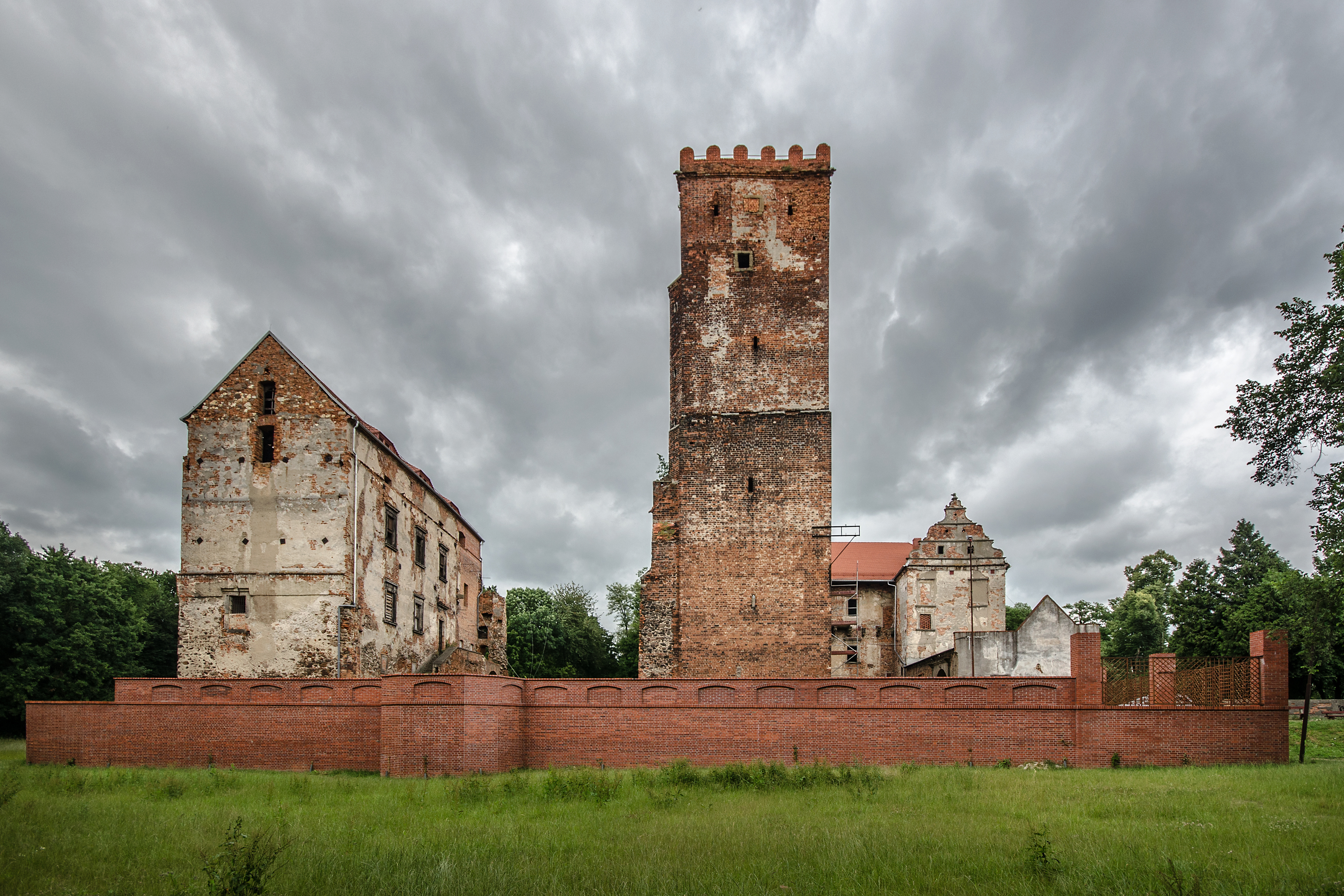
Schloss Parchwitz

Das Schloss Parchwitz (polnisch Zamek w Prochowicach) entstand an Stelle einer Wasserburg. Das Schloss befindet sich in Prochowice (deutsch Parchwitz) im Powiat Legnicki der Woiwodschaft Niederschlesien in Polen.

## Geschichte

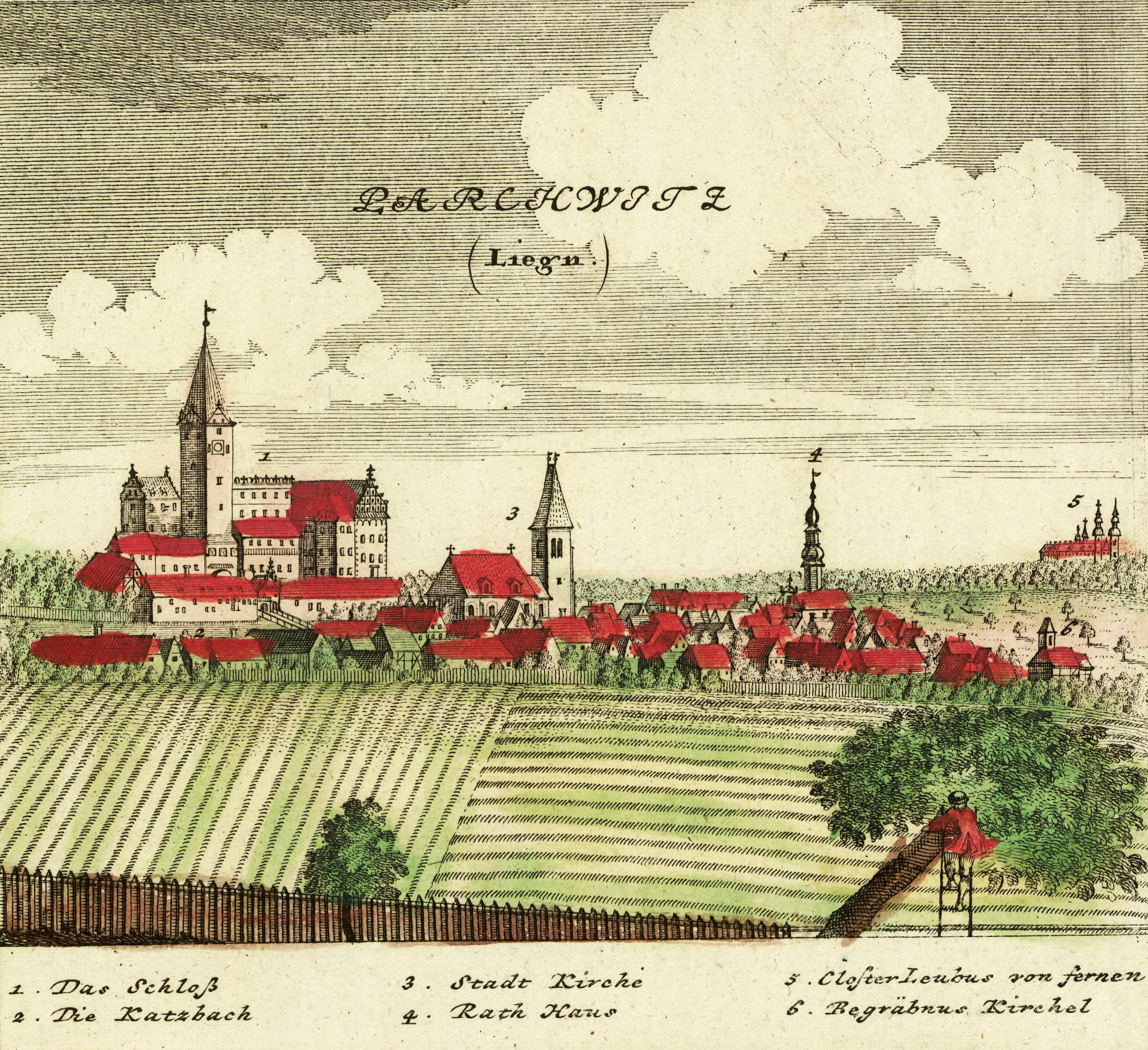
Ansicht von Parchwitz 1738 – Links das Schloss Parchwitz

Der Ort, gelegen an einer Furt über die Katzbach an der Straße von Breslau nach Glogau, geht auf eine Gründung des Liegnitzer Paladins Iko Mironowic von 1259 zurück. Etwa ab 1400 war der Ort für etwa 200 Jahre Besitz derer von Zedlitz. Nach Familienüberlieferung ließ Otto von Zedlitz um 1422 die vorherige hölzerne Wasserburg durch einen Steinbau (das Hohe Haus) ersetzen, der mit dem Turm und dem nördlichen Gebäudeflügel den Kern der heutigen Anlage bildet. Ab den 1540er Jahren wurde die Burg zu einem Schloss ausgebaut.
Ab 1562 waren Feldmarschall Hans von Oppersdorff und Fabian von Schönaich Besitzer. Dieser ließ den Ostflügel und das Südtor ausbauen. Nach 1594 war Parchwitz Nebenresidenz der Liegnitzer Herzöge.
Im Dreißigjährigen Krieg wurde die Burg 1642 schwer beschädigt und ab 1658 unter Herzogin Anna Sophia von Liegnitz wiederhergestellt. Nach Erlöschen der Herzogslinie fiel Parchwitz zusammen mit den Herzogtümern Liegnitz-Brieg-Wohlau 1675 als erledigtes Lehen durch Heimfall an den böhmischen Landesherrn und wurde Sitz einer landesherrlichen Domäne. Nach 1820 war das Schloss wieder in privatem Besitz. Graf Erdmann Sylvius von Pückler ließ ab 1835 einen Landschaftspark anlegen. Im Besitz von Graf Kurt von Strachwitz wurde das Schloss ab 1905 renoviert.
Zu Ende des Zweiten Weltkriegs wurde das Schloss 1945 beschädigt, später umgebaut. Ab 1990 war das Schloss in privatem Besitz und verfiel. Erst nach Besitzerwechsel wurde das Schloss restauriert.

## Bauwerk
Die Anlage besteht aus drei parallelen Gebäudeteilen, die miteinander durch den fragmentierten Ostflügel verbunden waren. Ein Torhaus bildet den südlichen Haupteingang und trägt die Inschrift „Gerr Fabian von Schönach Ritter 1581“. Darüber befindet sich eine Terrasse mit Darstellungen von Fabelwesen. Der Turm stammt aus dem gotischen Baubestand von 1422. Der an ihn anschließende mittlere Gebäudeteil stammt aus dem 16. Jahrhundert. In den Innenhof der gotischen Burg führt ein mit Atlant und Karyatide flankiertes Portal. Der Nordflügel stammt aus dem ältesten Baubestand.